# Tougan
Cet article concerne la ville chef-lieu du département et de la province. Pour le département et la commune urbaine, voir Tougan (département).
Tougan est le chef-lieu de la région du Sourou depuis le redécoupage administratif du 2 juillet 2025. Elle est également le chef-lieu du département de Tougan ainsi que de la province de la Sourou. Elle est administrativement divisée en 7 secteurs urbains et fait de son département une commune urbaine.

## Géographie et environnement naturel
Tougan appartient au pays samo du Mandé. Elle est également peuplée de Mossi et de Dafing. La ville est à l’extrême sud de la province de Sourou, proche de la frontière avec le Mali. Elle est à environ 90 km de Dédougou, 100 km d'Ouahigouya, 130 km de Koudougou et 220 km de Ouagadougou.
Elle appartient au fuseau horaire Temps moyen de Greenwich (UTC+0).

### Situation

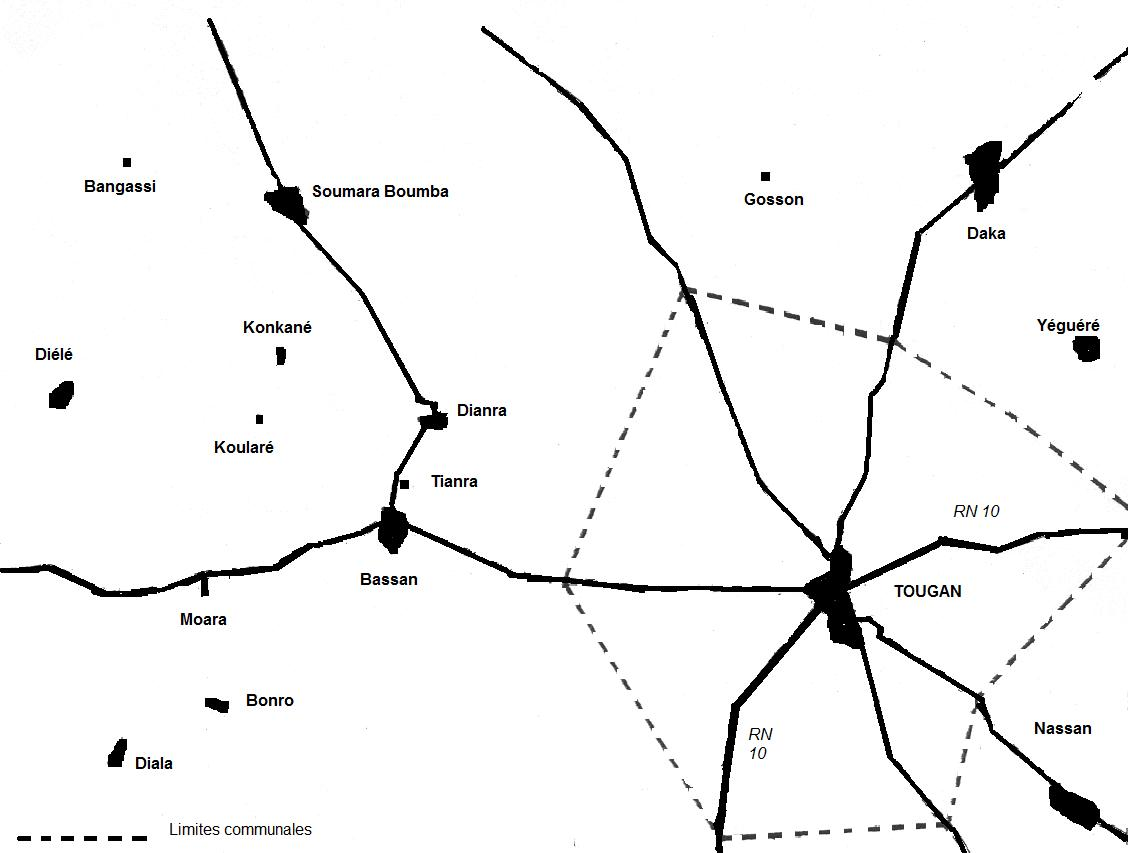
Limites communales.

Les limites de la commune sont :
- au nord :
 sur la route de Bandiagara (République du Mali) au point kilométrique (PK) 8 ;
 sur la route de Daka au PK6 (marigot de Daka) ;
 sur la route de Yéguéré au PK 6 (marigot de Yéguéré).
- à l'est :
 sur la route nationale 10 (vers Ouahigouya) au PK8 ;
 la route de Nassan au PK4.
- au sud :
 sur la route de Yako au PK6.
- à l'ouest :
 sur la route nationale 10 (vers Dédougou) au PK7 ;
 sur la départementale n° 1 (vers Kassoum) au PK7.

La superficie de la commune est d'environ 110 km2, dont 3,72 km2 (3,4 %) pour la zone urbanisée. La ville s'étend d'est en ouest, et est bordée, au nord et au centre-sud, par des collines.

### Climat

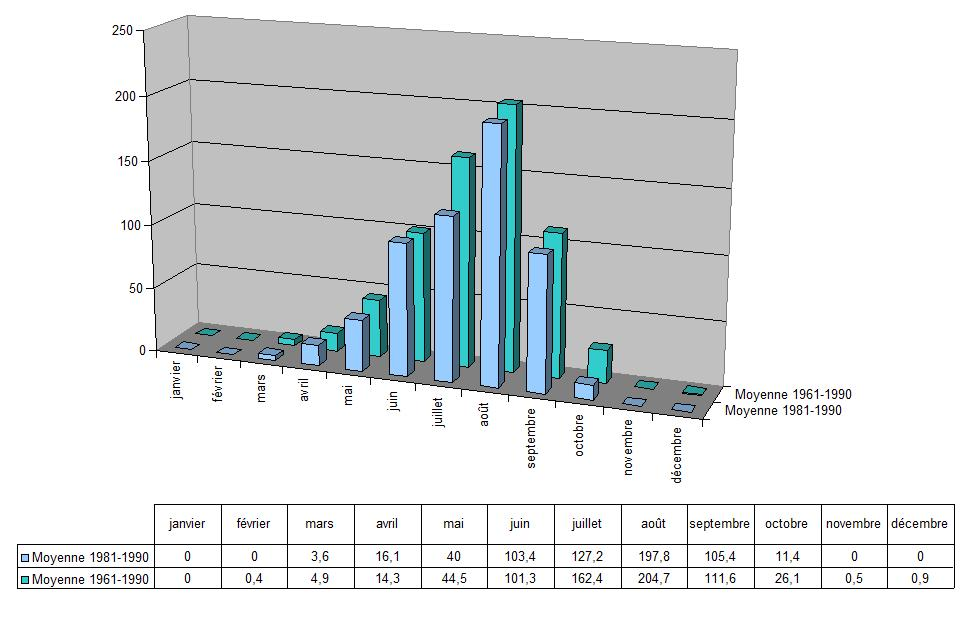
Évolution de la pluviométrie au cours du temps.
Moyennes des précipitations mensuelles, en mm d'eau, pour la période 1961-1990 et la période 1981-1990.

La ville appartient à la zone soudano-sahélienne. Les moyennes de précipitations n’excèdent que rarement les 700 mm et les pluies tombent pendant quatre mois de l’année, de juin à septembre. La pluviométrie diminue à la fin du XXe siècle, elle passe de 671,6 mm par an, pour la période 1961-1990, à 604,9 mm par an, pour la période 1981-1990. Il fait doux et sec de décembre à février et chaud d’avril à juin.
| Mois                     | jan. | fév. | mars | avril | mai  | juin  | jui.  | août  | sep.  | oct. | nov. | déc. | année |
| ------------------------ | ---- | ---- | ---- | ----- | ---- | ----- | ----- | ----- | ----- | ---- | ---- | ---- | ----- |
| Température moyenne (°C) | 24,2 | 27,6 | 30,9 | 33,6  | 33,6 | 30,8  | 28,4  | 27,4  | 28,3  | 30,2 | 28,5 | 25,1 | 29,1  |
| Précipitations (mm)      | 0    | 0,4  | 4,9  | 14,3  | 44,5 | 101,3 | 162,4 | 204,7 | 111,6 | 26,1 | 0,5  | 0,9  | 671,6 |

### Hydrographie
La ville possède une retenue d’eau sur la route de Yako. Il y a également des marigots, un sur la route de Bandiagara, qui a abrité des crocodiles dans le passé, et d'autres, aux limites avec Yéguéré et Daka au nord.

### Sols et végétation
La commune se trouve sur trois types de sols :
- sols gravillonnaires à faible profondeur, à valeur agricole faible à nulle ;
- sols sablo-argileux à argilo-sableux en surface, argileux en profondeur ;
- sols gravillonnaires profonds à faible valeur agricole.

La végétation typique est la savane arbustive dégradée. La ville abrite quelques plantations de manguiers et de kapokiers, d’anciennes pépinières et jardins administratifs, et des plantations urbaines. Elle est entourée de cinq plantations périurbaines sur les routes de Diouroum, Bassan, Kouy, Nassan et Kassan. Les espaces verts occupent 1,039 59 ha.

### Faune
Les environs de la ville abritent des hippopotames et des crocodiles.

### Démographie
La ville de Tougan compte 14 405 habitants, pour 65 134 habitants dans le département entier dont elle est le chef-lieu d'une commune urbaine. La population comporte 50,2 % de femmes et 49,8 % d'hommes, en 1996. Cette proportion n'a pas évolué depuis 1985. Les moins de vingt ans représentent près des trois cinquièmes de la population. La ville est subdivisée en 7 secteurs.
| 1985   | 1996   | 2006   |
| ------ | ------ | ------ |
| 12 558 | 15 068 | 14 405 |

| Hommes | Classe d’âge   | Femmes |
| ------ | -------------- | ------ |
| 10,3   | Plus de 50 ans | 15,8   |
| 2,7    | 45 à 49 ans    | 3,0    |
| 10,8   | 30 à 44 ans    | 12,0   |
| 15,5   | 20 à 29 ans    | 13,7   |
| 18,2   | 15 à 19 ans    | 13,1   |
| 24,9   | 7 à 14 ans     | 24,6   |
| 5,2    | 5 et 6 ans     | 5,3    |
| 12,4   | 0 à 4 ans      | 12,4   |

Les Samos sont la principale ethnie, suivis par les Mossis et les Dafings. Parmi les autres ethnies, on note des Bobos, des Peuls, des Goins, des Gourounsis, des Karaboros, des Lobis et des Toussians.
84 % des foyers sont constitués de couples mariés, 5,5 % de célibataires, 7 % de veufs ou veuves et 3,5 % de divorcés. Parmi les couples mariés, 67 % sont monogames et 33 % polygames. 62 % des foyers polygames comportent deux épouses, 26 % en ont trois, 7 % en ont quatre et 5 % en comprennent cinq ou plus.
Les foyers comportent en moyenne dix personnes. 25 % des foyers ont moins de cinq personnes, la moitié des foyers a moins de dix personnes et 25 % des foyers ont plus de douze personnes. Le foyer le plus peuplé comprend 38 personnes.

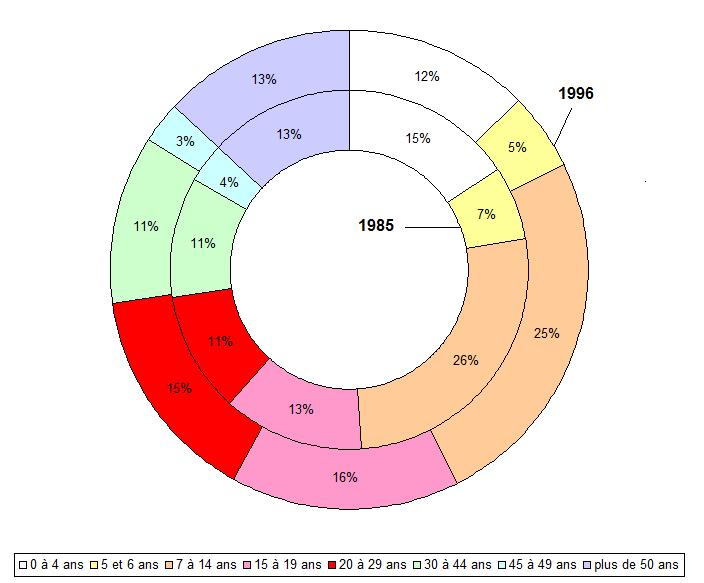
Répartitions des âges de la population, en 1985 et 1996[1].
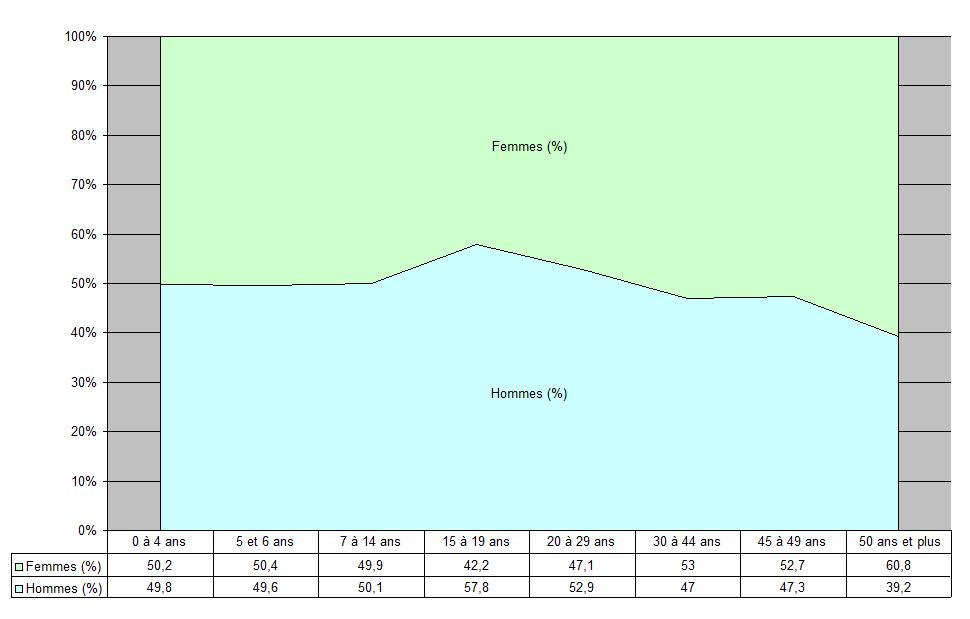
Répartition de la population par sexe, en fonction de l'âge, en 1996[1].
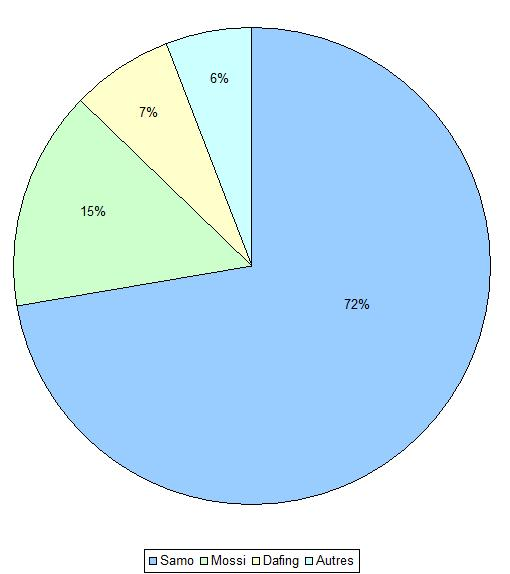
Composition ethnique de la population, en 1996[1].
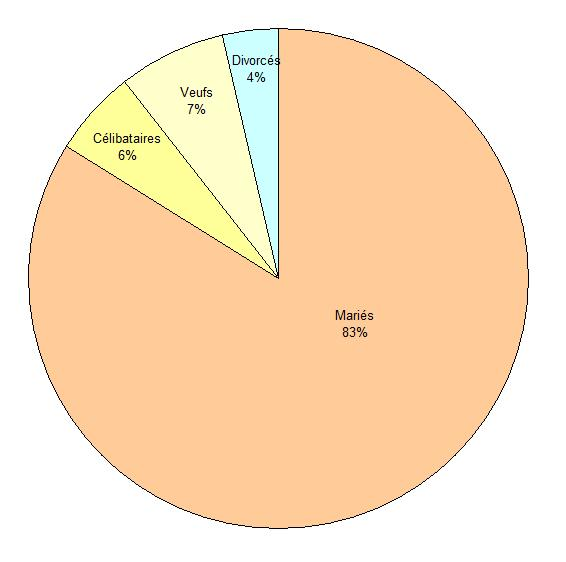
Situation familiale, de la population, en 1996[1].
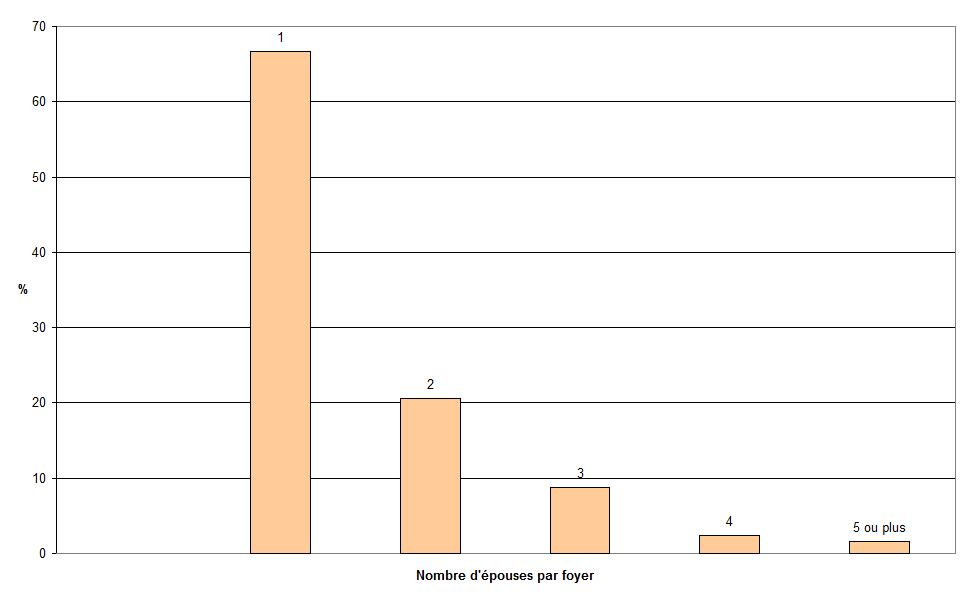
Nombre d'épouses par foyer, en 1996[1].

## Histoire
Tougan est créée, dans la deuxième moitié du XIXe siècle, par un habitant de Diouroum(Lamoukiri Landolo) , qui y cultive d'abord un champ, avant de s'y installer. Le nom de la ville vient de toa, tas de mil, en samo.
Lors de leur conquête de la Haute Volta, les Français doivent effectuer plusieurs tentatives avant de prendre la ville. Le pays samo, qui n'est pas organisé de façon centralisée, oppose une forte résistance à la colonisation. Tougan n'est définitivement prise qu'en 1897.
La ville fait ensuite partie de l'Afrique-Occidentale française. Lors de la Première Guerre mondiale, Tougan fournit le plus fort contingent de soldats de la Haute Volta. Le lieutenant Boro Issa, originaire de Tougan, est le premier officier noir de l'armée française. Tougan devient chef-lieu de subdivision en 1919. En 1933, elle est le chef-lieu du cercle de Tougan. Une usine d'égrénage du coton est installée à Tougan par la compagnie française du textile (CFDT), aujourd'hui Sofitex. En 1957, la première station-service est mise en service par le groupe Total.
Tougan est chef-lieu de province du Sourou en 1984. En 1994, elle devient avec ses villages environnants un département et une commune urbaine de plein exercice. Jusqu'en février 1995, date de l’élection du conseil municipal, puis du maire et du bureau du conseil municipal, la commune est administrée, comme toutes les autres communes, à l’exception de Ouagadougou et de Bobo-Dioulasso, par le préfet du département central, appuyé par une délégation spéciale composée de responsables administratifs et techniques résidents.
Le 1er septembre 2009, des pluies importantes provoquent des inondations qui font de nombreux dégâts.
Depuis le 2 juillet 2025, Tougan est aussi le chef-lieu de la région du Sourou.

## Administration

### Organisation traditionnelle
L’organisation traditionnelle Samo n’est pas basée sur un schéma hiérarchique, contraignant et autoritaire ; elle repose sur l’autorité du village. La stratification sociale Samo distingue quatre groupes : le chef de village, le chef de terre, les griots et les forgerons. Cette stratification se retrouve à Tougan et, notamment, dans le quartier Samo traditionnel. Le chef de village est détenteur du pouvoir politique et juridique, le chef de terre est dépositaire du pouvoir coutumier, les griots sont détenteurs de la mémoire du groupe social dans lequel ils vivent, ils sont chargés de l’animation des cérémonies et les forgerons sont chargés du travail du fer et des réconciliations.
La régulation de l’ordre social est le fait d’un conseil de notables, composé de détenteurs du pouvoir politique, juridique et coutumier. Ces pouvoirs sont plus ou moins amoindris dans la société qui se modernise. Le chef de village est devenu un auxiliaire de l’administration moderne. Le chef coutumier, en dépit de textes comme ceux sur la réorganisation agraire et foncière, peut encore statuer sur les terres agricoles communales et autres terres non aménagées et présider des cérémonies coutumières devenues presque symboliques. Les griots et les forgerons, concurrencés sur certains plans par les productions modernes (musique, outils et instruments), se maintiennent sur le plan culturel et celui des règlements amiables et non contentieux. Ces vestiges de fonctions peuvent s’exercer d’autant plus aisément que le village traditionnel, le quartier Samo, est resté intact jusqu’à ce jour.

### Services administratifs et techniques
Les services communaux sont presque inexistants. Ils se limitent au secrétariat, à la comptabilité et à l’état-civil. Il n’y a même pas un permanent au Secrétariat général. La ville ne dispose pas encore de Schéma directeur d’aménagement et d’urbanisme (SDAU) pour orienter le développement à moyen et long termes des activités dans l’espace urbain.
| Ligne budgétaire         | Recettes prévisionnelles (€) | Recettes prévisionnelles (€) | Recettes prévisionnelles (€) | Recettes prévisionnelles (€) | Recettes réelles (€) | Recettes réelles (€) | Recettes réelles (€) |
| Ligne budgétaire         | 1992                         | 1994                         | 1996                         | 1998                         | 1992                 | 1994                 | 1996                 |
| ------------------------ | ---------------------------- | ---------------------------- | ---------------------------- | ---------------------------- | -------------------- | -------------------- | -------------------- |
| Produits d’exploitation  | 4 116,12                     | 5 564,39                     | 4 878,37                     | 6 136,07                     | 2 685,10             | 2 319,51             | 6 866,65             |
| Produits domaniaux       | 1 079,34                     | 1 723,54                     | 16 380,27                    | 32 698,79                    | 532,74               | 901,13               | 922,47               |
| Produits financiers      |                              |                              |                              | 10 514,41                    |                      |                      |                      |
| Produits divers          | 2 286,74                     | 762,25                       | 2 286,74                     | 1 524,49                     | 455,15               | 212,21               | 1 536,69             |
| Contributions directes   | 2 693,09                     | 4 648,27                     | 5 829,27                     | 12 009,17                    | 4 397,78             | 5 149,81             | 3 258,90             |
| Contributions indirectes | 4 497,25                     | 3 267,74                     | 3 600,85                     | 2 376,68                     | 2 054,25             | 414,66               | 643,03               |
| Travaux en régie         |                              | 2 145,63                     |                              |                              |                      |                      |                      |
| Produits exceptionnels   | 1 940,83                     | 602,61                       |                              | 2 746,67                     |                      |                      |                      |
| Résultats antérieurs     | 649,80                       |                              | 2 540,76                     | 2 982,59                     | 163,44               |                      | 4 653,16             |
| Total                    | 15 321,26                    | 18 714,47                    | 35 516,24                    | 60 474,47                    | 10 288,45            | 8 997,30             | 17 880,90            |

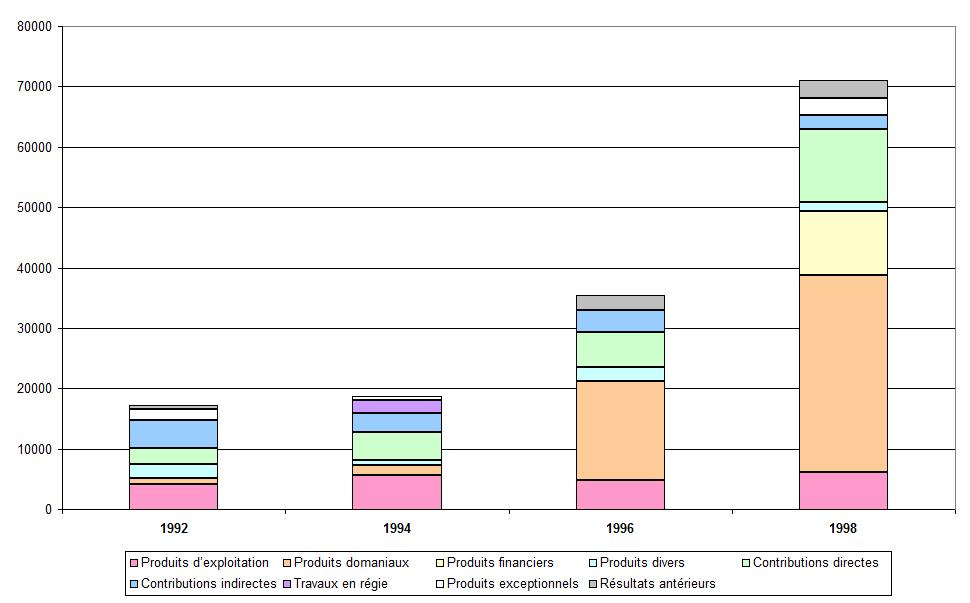
Budgets prévisionnels de la municipalité, entre 1992 et 1998, en euros.

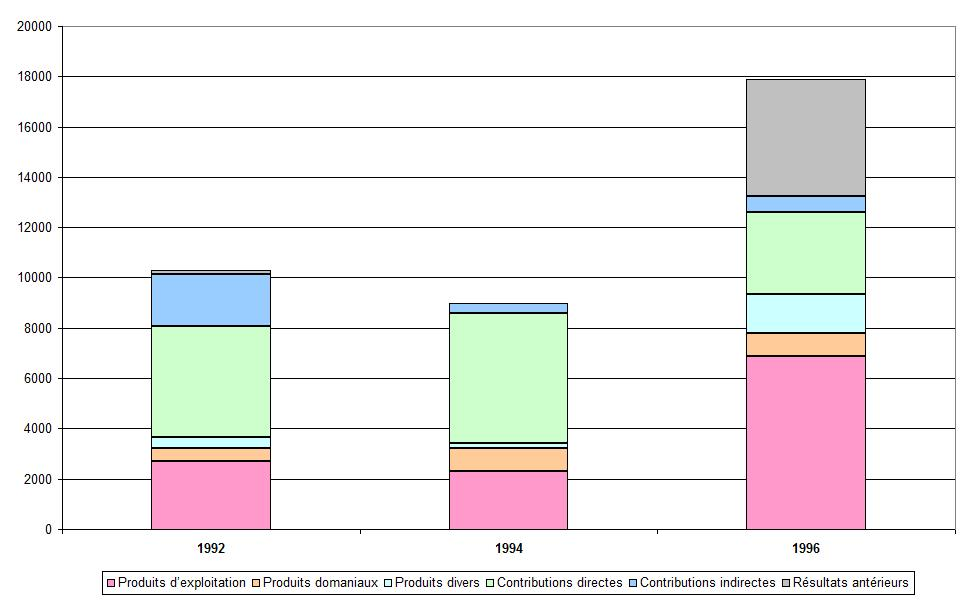
Recettes budgétaires de la commune, entre 1992 et 1996, en euros.

La mairie, siège de l’administration municipale, est dirigée par des représentants élus avec, à leur tête, un maire. Elle gère de manière relativement autonome les affaires locales :
- Le service des Impôts a pour rôle l’identification des gros contribuables et l’établissement des impôts et taxes.
- La Perception/Trésor est chargée de l’imposition du secteur informel (perception) et du recouvrement des impôts et taxes dus par les gros contribuables (Trésor).
- Le service Économie et Planification est chargé de l’organisation de la concertation entre intervenants, de l’appui à l’élaboration et au suivi des plans et programmes de développement.
- Le service Enseignement de base est chargé de l’encadrement des enseignants, de l’organisation des examens et concours, des statistiques scolaires, de l’alphabétisation en langues nationales et du suivi de la mise en œuvre de la carte scolaire.
- Le service Action sociale et famille a pour rôle la promotion de l’enfant, de la famille et des personnes et groupes défavorisés.
- Le service Jeunesse et Sports est chargé de la mobilisation et de l’animation auprès des jeunes et de l’encadrement sportif.
- Le service de Santé supervise les formations sanitaires provinciales, l’approvisionnement pharmaceutique, la lutte contre les maladies transmissibles et le développement des actions en matière d’assainissement.
- Le service Environnement, Eaux et Forêts met en œuvre les actions en matière de développement et conservation du couvert végétal, de faune et de pêche, de lutte contre les pollutions et nuisances.
- Le service Agriculture et Organisation et Formation des Producteurs est chargé de la vulgarisation des techniques relatives à la production végétale, à l’aménagement de l’espace rural, de l’appui en matière d’infrastructures (banques de céréales...) et de la mise en place d’institutions rurales (coopératives et groupements).
- Le service Élevage a pour fonction de mettre en application la politique de développement de l’élevage (santé animale, alimentation, etc.).
- Enfin, le Projet Hydraulique villageoise est chargé de la planification de l’approvisionnement en eau dans les provinces du Sourou et du Nayala, il n’intervient pas, sauf urgence, en milieu urbain[1].

La mairie peut solliciter du préfet ou du haut-commissaire l’appui des services déconcentrés de l'État ou des structures provinciales.
- La préfecture est le siège du préfet de département, elle s'occupe de l’état civil, des affaires militaires et de la sécurité intérieure, de la perception de certaines taxes ne relevant pas des compétences de l'administration municipale et de l'exécution des jugements relevant du tribunal départemental. Elle occupe une superficie de 1,3888 ha.
- Le haut-commissariat est le siège provincial de la représentation de l’administration centrale, il assure la coordination des services déconcentrés de l’État dans la province.
- Des services et agences spécialisées de l'Etat peuvent exécuter les projets et travaux sollicités par la municipalité et concertés avec d'autres communes, la région et l'exécutif national et coordonnés par la préfecture du département, le haut-commissariat de la province et le gouverneur de la région. Ainsi, l’Office national des puits et forages (ONPF) et son associé sont les exécutants des ouvrages hydrauliques[1].

### Statut des terres communales
Les terres situées dans les limites communales n’appartiennent pas automatiquement à la commune, celle-ci peut en acquérir de l’État au moyen d’un titre foncier. L’acquisition en pleine propriété n’est pas conditionnée par une mise en valeur préalable et par le paiement de taxes. L’espace urbain est divisé en une zone aménagée et une zone non aménagée.

#### Zone aménagée

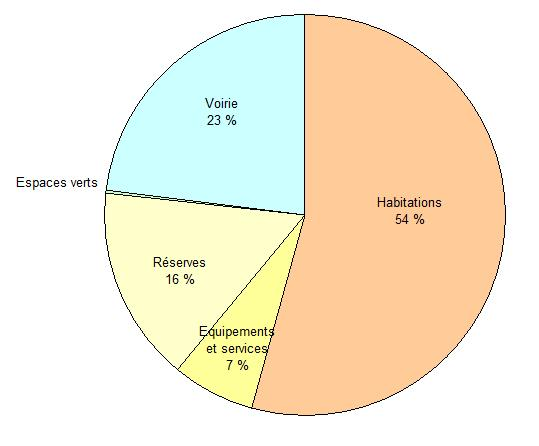
Occupation des sols dans la zone aménagée.

La zone aménagée de la commune a une superficie de 3,7216 km², résultats de restructurations successives. La première, en 1962, porte sur 2,2216 km² et la deuxième, en 1995, sur 1,00 km2 à l’ouest et 50 ha à l’est de la ville. Les parcelles à usage d’habitation et de commerce sont occupées au moyen de permis urbain d’habiter, de permis d’exploiter ou de titre foncier, elles peuvent être déclassées pour d’autres usages, à la demande de leurs occupants. Ces parcelles occupent 2,0215 km². Les espaces réservés pour les équipements, les services et autres usages non définis sont destinés à être occupés prioritairement par l’administration : écoles, dispensaires, bureaux, extensions de lotissement (réserves foncières). Ils occupent une superficie de 24,36 ha, pour les équipements, et 59,42 ha, pour les réserves foncières. Les espaces verts sont classés dans le domaine public de l’État, ils sont inaliénables, bénéficient de mesures de protection particulières, peuvent être concédés pour mise en valeur conformément à un cahier de charges élaboré à l’initiative du ministère chargé de l’environnement, ils sont susceptibles de déclassement. Ils occupent 1,039 59 ha. La voirie, occupant 86,21 ha, est également du domaine public de l’État, elle peut être déclassée.

#### Zone non aménagée
Elle occupe environ 106,28 km2. La répartition en divers usages n’est pas entièrement connue. Elle est occupée par des champs de cultures traditionnelles, sur 61,80 km2 (58,15 % de la superficie), des sites d’habitat spontané (quartiers non lotis), des établissements d’enseignement (lycée provincial, collège privé Appoline Ky), des services publics, des plantations périurbaines collectives et autres périmètres de reboisement, des plantations individuelles (arbres fruitiers, eucalyptus), des sols nus, des cours d’eau, des routes, des espaces naturels boisés (savanes), des pâturages, des jachères... En principe, les terres de cette zone sont « destinées principalement à l’habitation, au commerce, à l’industrie, à l’artisanat, à l’installation des services publics et d’une manière générale aux activités liées à la vie urbaine. Les terres urbaines non encore aménagées ou terres suburbaines ne peuvent être occupées qu’à titre exceptionnel et sur autorisation de l’administration. Toute occupation sans titre est interdite et le déguerpissement ne donne lieu ni à recasement ni à indemnisation ».

### Jumelage et partenariat
La ville est, depuis 1974, jumelée avec celle de Rain, en Bavière ( Allemagne). Elle a aussi un partenariat avec celle de Florange.

## Transports

### Liaisons aériennes
Tougan est desservie par un aérodrome (code de l'Association internationale du transport aérien : TUQ, code de l'Organisation de l'aviation civile internationale : DFOT). L'accès, à partir d'Ouahigouya, se fait par des pistes. La ville est traversée par la route nationale 10 Bobo-Dioulasso - Tougan - Ouahigouya (rue 37), la route nationale 21 Koudougou - Tougan - frontière malienne (rues 16 et 46) et la route départementale n° 1 (la Canadienne) Yako - Tougan - Lanfièra.

### Liaisons routières
Le transport interurbain de passagers est assuré par trois sociétés et six transporteurs individuels. La Société de transport Alpha Omega (Sotrao) établit la liaison Tougan - Bobo-Dioulasso le mardi, le vendredi et le dimanche. La Société de transport général du Faso (STGF) assure les liaisons entre Tougan et Ouagadougou, tous les jours, dans les deux sens, avec deux cars de 30 places. La Société de transport Aorèma et frères (Staf) assure la même ligne avec un car tous les jours. Enfin, la Société générale Bamogo et frère (Sogebaf) fait circuler un car tous les jours, dans les deux sens, sur l'axe Ouahigouya - Bobo-Dioulasso. Les transporteurs individuels emmènent, à la demande, les passagers à Ouahigouya, Bobo-Dioulasso et Ouagadougou.

### Transports urbains
Le vélo est le principal moyen de transport local. On compte, en moyenne, une bicyclette pour 0,9 foyer, un vélomoteur pour 3,3 foyers, une motocyclette pour dix foyers, une charrette pour deux foyers et une automobile pour 50 foyers.
Les droits de stationnements sont de 0,30 € (200 F CFA) pour les petits véhicules et 0,76 € (500 F CFA) pour les camions.

## Économie
Le taux de chômage s'élève à 2,8 %.
Les dépenses mensuelles, par foyer, s'élèvent à 46,1 € (30 300 francs CFA). L'alimentation et le logement représentent presque la moitié de ces dépenses. Le revenu mensuel d'un foyer s'établit, en moyenne, à 54,91 € (36 020 francs CFA). Les activités non agricoles sont la principale source de revenu. 16 % des foyers possèdent un compte en banque.
Le secteur informel est à dominante commerciale et emploie 154 personnes. Quatre contribuables, vendant des pièces détachées et de la quincaillerie, sont déclarés au régime simplifié d’imposition.
Tougan comporte quelques entreprises artisanales. La boulangerie dispose d'un four électrique et fabrique en moyenne 300 kg de pain par jour. Elle est approvisionnée en farine provenant de Bobo Dioulasso. L’association Demba Gnouma (« bonne mère de famille ») possède une savonnerie. Les matières premières viennent d'Ouagadougou. La commune possède également six moulins, produisant de la farine. 26 doloteries transforment les céréales, sorgho blanc ou rouge, en dolo. Il y a deux stations-service.
Le marché a lieu tous les dimanches. Il occupe un terrain communal de 1,57 ha. Un bâtiment est construit en 1990, pour la foire régionale. La toiture est arrachée à plusieurs endroits et l'état du bâtiment entraîne des difficultés pour les échanges commerciaux. Deux associations agissent en matière commerciale. L’Association des femmes du marché, association féminine, n’est pas officiellement reconnue. L'Association des Commerçants de la ville de Tougan est masculine.

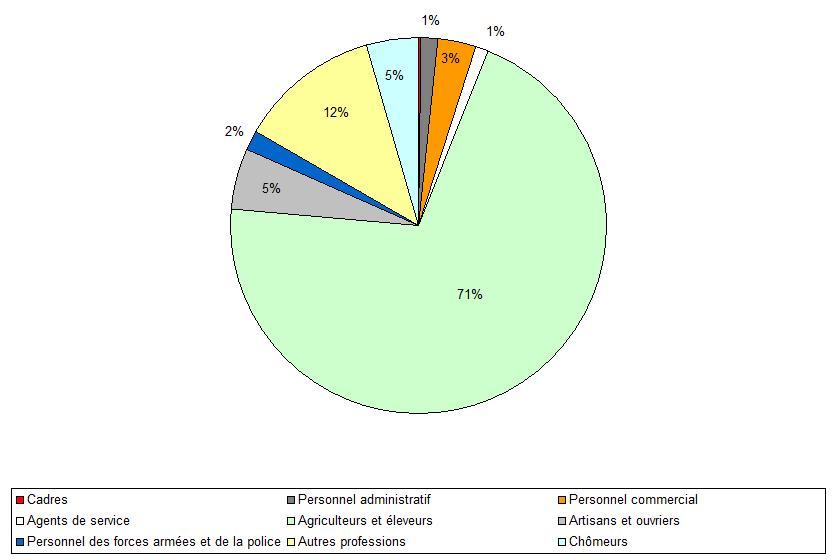
Activités de la population[1].
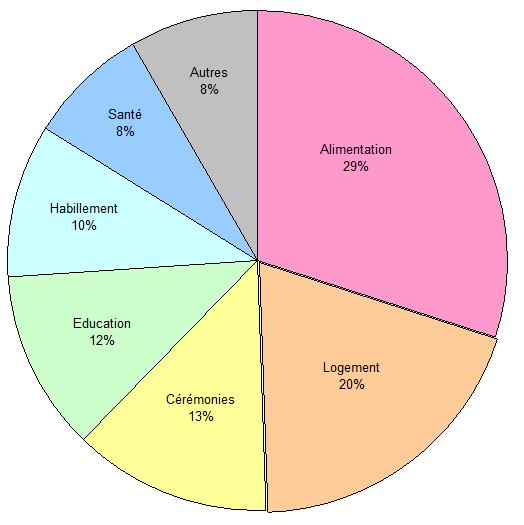
Dépenses de la population[1].
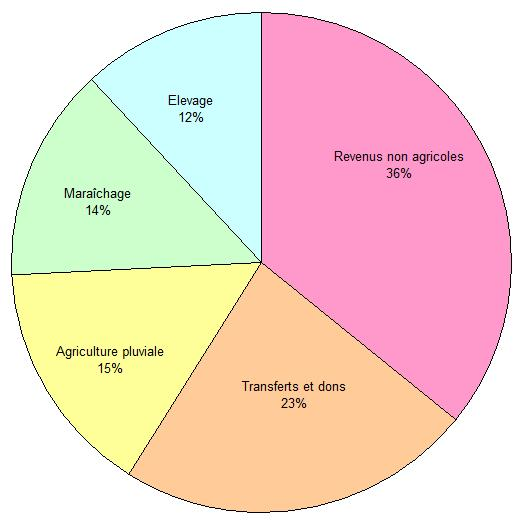
Revenus de la population[1].

### Agriculture
73,6 % de la population active ont pour activité principale l'agriculture ou l'élevage.
89 % des foyers ont une activité agricole.
La commune comporte treize groupements agricoles, sept masculins (185 membres) et six féminins (337 membres).
51,5 % des foyers utilisent la fumure organique (fumier, compost, résidus de récolte, paille, ordures ménagères...) et 12 % la fumure minérale (engrais NPK, urée).
29 % pratiquent la culture attelée (59 % asine, 41 % bovine), 6 % emploient des produits phytosanitaires et 4,5 % des semences sélectionnées.
94 % des foyers pratiquent l’agriculture vivrière (mil, sorgho...) et 47,7 % une culture de rente.

#### Culture végétale

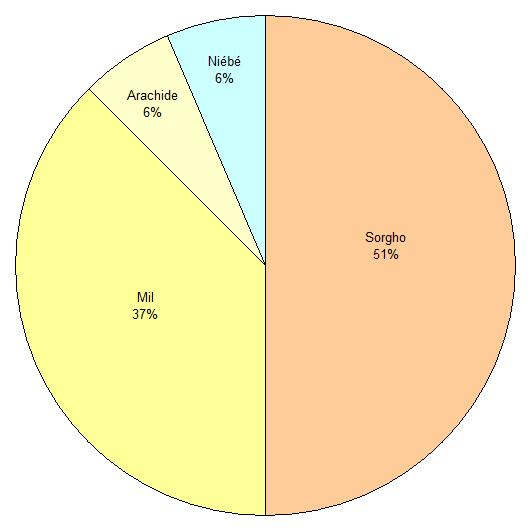
Utilisation des terres agricoles, campagne 1997-1998.

Les principales cultures sont celles du sorgho et du mil.
La production céréalière (2 550 t) est inférieure à la consommation (3 000 t). La consommation annuelle de céréales est de 190 kg par habitant.
| Espèces cultivées | Production totale (t) | Superficie cultivée (ha) | Rendement (kg/ha) |
| ----------------- | --------------------- | ------------------------ | ----------------- |
| Sorgho            | 1 314                 | 3 286                    | 400               |
| Mil               | 1 232                 | 2 464                    | 500               |
| Arachide          | 300                   | 123,3                    | 411               |
| Niébé             | 164,4                 | 411                      | 400               |
| Maïs              | 6,4                   | 16                       | 400               |
| Riz               | 0,4                   | 1                        | 400               |

2,2 % des foyers pratiquent le maraîchage. Les cultures maraîchères occupent un hectare. Laitues, choux, poireaux et papayes constituent les principales productions.
Il n'y a pas d'arboriculture, ni d'agriculture mécanisée.

#### Élevage
75 % des foyers pratiquent l'élevage, dont 66 % en pâtures naturelles.
63 % des foyers alimentent les animaux avec des résidus de récoltes, 13 % avec du fourrage naturel fauché et 6 % avec des sous-produits agro-alimentaires.
La commune comporte cinq groupements d'éleveurs, regroupant 155 membres.
Les espèces élevées sont la volaille, les asins, ovins, caprins, bovins et porcins.
| Espèces élevées | Foyers en élevant (%) | Nombre moyen d'animaux par foyer | Foyers possédant un habitat (%) | Type d'habitat | Type d'habitat |
| Espèces élevées | Foyers en élevant (%) | Nombre moyen d'animaux par foyer | Foyers possédant un habitat (%) | Enclos (%)     | Couvert (%)    |
| --------------- | --------------------- | -------------------------------- | ------------------------------- | -------------- | -------------- |
| Volaille        | 66                    |                                  | 86                              | 30             | 70             |
| Asins           | 51                    | 1,5                              | 51                              | 96             | 4              |
| Ovins           | 48                    | 6                                | 80                              | 87             | 13             |
| Caprins         | 37                    | 10                               | 87                              | 50             | 50             |
| Bovins          | 19                    | 5                                | 47                              | 90             | 10             |
| Porcins         | 17                    | 6                                | 95                              | 0              | 100            |

La commune de Tougan ne possède pas d'abattoir, l'abattage se fait à ciel ouvert, sur une aire d'abattage.
Durant l'année 1997, le nombre d'animaux abattus s'élève à 2 482 caprins, 383 bovins, 287 porcins et 257 ovins.
40 % des foyers pratiquant l’élevage vaccinent périodiquement leurs animaux et 60 % ne le font pas ;
67 % des foyers soignent leurs animaux malades et 33 % ne le font pas.
L’élevage de bovins a bénéficié d’une campagne panafricaine de vaccination contre la péripneumonie contagieuse des bovins. Des actions d’interventions ponctuelles de vaccination sont menées contre les pasteurelloses ovines, caprines et bovines et contre le charbon symptomatique bovin. Des traitements trypanocides et des déparasitages internes et externes sont également menées.

### Approvisionnement en eau potable

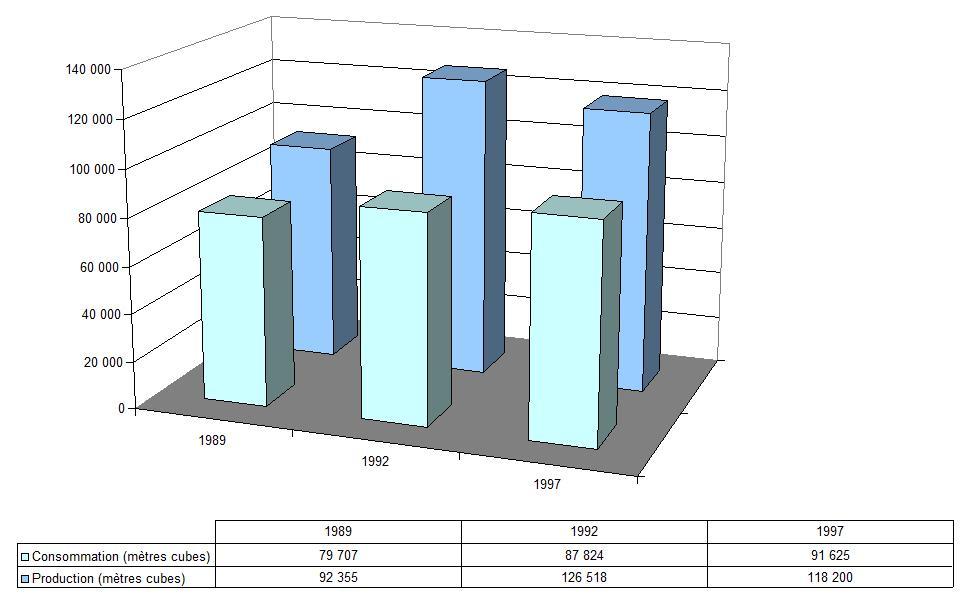
Production et consommation d'eau potable,.

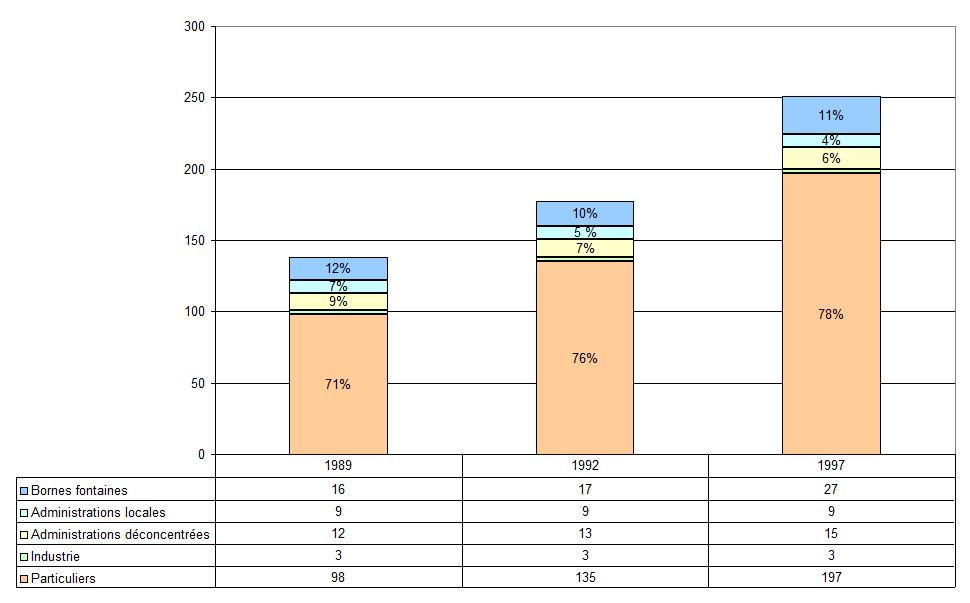
Nombre d'abonnés au réseau de distribution d'eau, par catégorie, en 1989, 1992 et 1997.

La ville de Tougan est dotée d’un service d’approvisionnement en eau potable en 1982, à la faveur d’un projet de l'Agence de crédit pour la reconstruction KfW (Allemagne).
Le site de production est à Bassan, à 9 km de Tougan. Il comporte deux forages, de 27 m3 et de 10 m3/h, et une station de refoulement et de traitement de l’eau. La production journalière varie entre 350 et 400 m3. La capacité du château d’eau est de 150 m3. L’énergie utilisée provient de la Société nationale burkinabé d’électricité les trois-quarts du temps, et d’un groupe électrogène le reste du temps.
Le Centre de Tougan de l'Office national de l'eau et de l'assainissement (Onea) a produit 118 200 m3 en 1997.
La production suffit à couvrir la consommation, qui représente, en 1997, 77,5 % de la production.
Le réseau de distribution est long d’environ 30 km et supporte 248 branchements, dont 27 bornes fontaines.
L'extension de la distribution est limitée par la faiblesse de la demande solvable.
66 % des foyers utilisent un puits et 25 % s'approvisionnent aux fontaines publiques.
7,3 % des foyers sont équipés en eau potable et leur consommation moyenne est de 16 L/j.

### Énergie
La Société nationale d'électricité du Burkina (Sonabel)	crée l’exploitation de Tougan en 1982. Celle-ci ne fonctionne toujours pas en continu en raison de l’insuffisance de la « puissance d’appel » de ses abonnés, pour une bonne part des abonnés sociaux (intensité du courant : 3 ampères). Cette puissance d'appel est de 220 kW. Il faut 300 kW pour passer de 18 heures de distribution (entre 8 heures et 2 heures) à 24 heures. La production totale s'élève, en 1997, à 2,44.1012 J (677,6 MWh). La consommation est 2,09.1012 J (579,716 MWh). Le nombre d’abonnés passe de 792 à 831 entre 1996 et 1997. À cette date, il y a 36 administrations et établissements publics et 795 particuliers. Les recettes atteignent 108 896,53 € (71 431 509 F CFA). L’exploitation est déficitaire.
Le pétrole reste le mode d’éclairage le plus répandu, utilisé dans 72 % des foyers. L’éclairage à l’électricité est effectif dans 26 % des foyers. Le bois demeure la principale source d’énergie utilisée pour la cuisson des aliments, dans 99,3 % des foyers. 0,7 % des foyers utilisent le gaz pour la cuisine.

### Assainissement

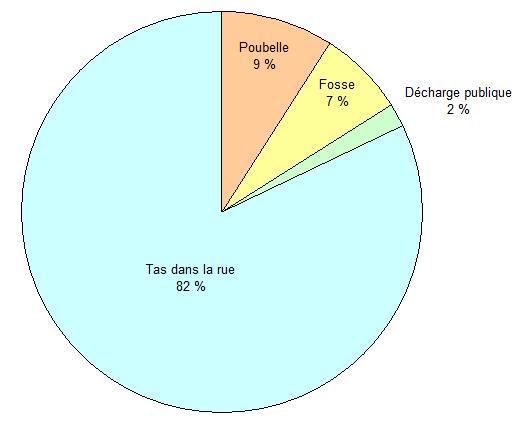
Modes d'évacuation des ordures.

La majorité des foyers de la commune dépose ses ordures ménagères dans un tas placé devant les habitations. L'évacuation de ces ordures est un problème pour la municipalité.

### Logement
Le logement des ménages est composé de plusieurs bâtiments pour les deux tiers des foyers. Le nombre moyen de pièces à usage d’habitation est de près de 5 par foyer. Les murs du bâtiment principal sont en banco pour 66 % des foyers, en semi-dur pour 25 % et en parpaing, pierre ou béton pour 9 %. La toiture du bâtiment principal est une terrasse en banco pour la moitié des foyers. La tôle ondulée se rencontre dans 44 % des foyers. Le sol du bâtiment principal est en terre battue chez plus de la moitié des foyers (53 %). Pour les 47 % restant, le sol du bâtiment principal est en ciment.
Près des quatre cinquièmes des foyers sont propriétaires de leur logement. 70 % possèdent un système d'assainissement et pratiquement tous sont équipés de douches.

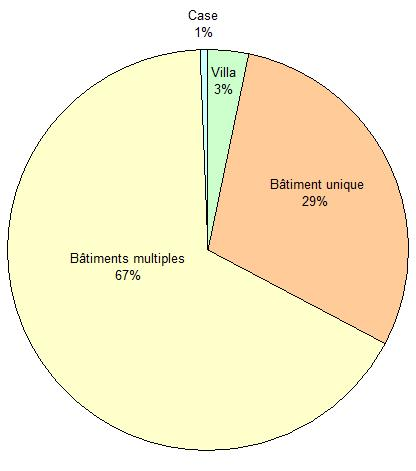
Répartition des différents types d'habitations[1].
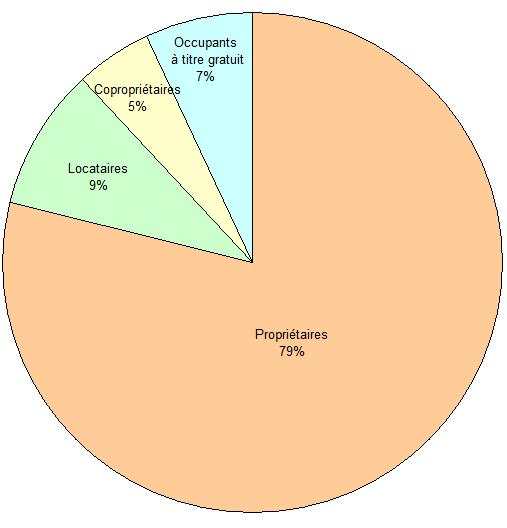
Statut des foyers au regard de leur habitation[1].
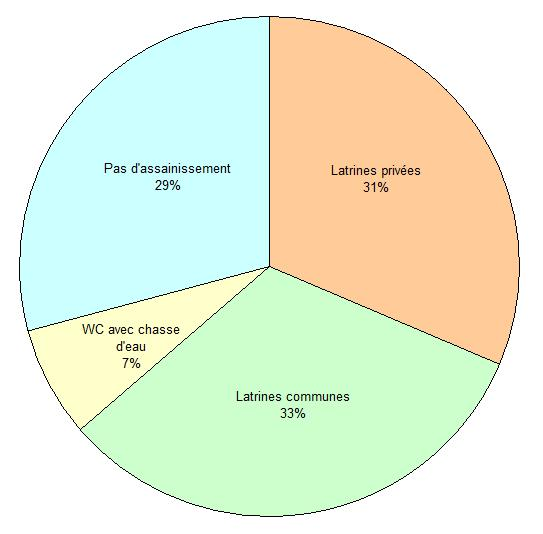
Répartition des foyers en fonction du type d'assainissement[1].
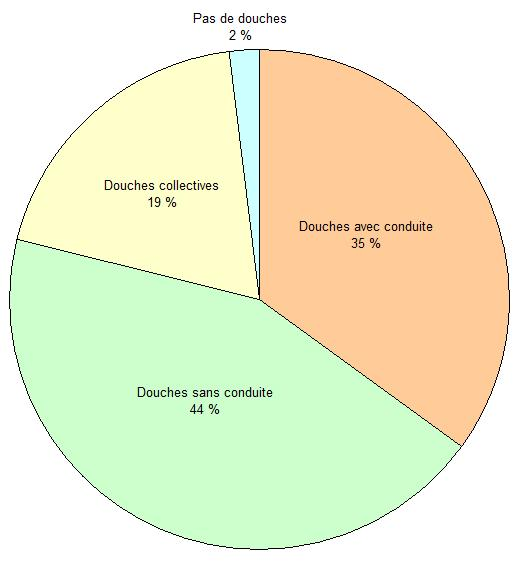
Types de douches[1].

### Poste
Le courrier lent est acheminé de Ouagadougou deux fois par semaine par les transporteurs. Le courrier accéléré l'est tous les jours par la société de transport STAF, qui relie Ouagadougou à Niassan, dans la vallée du Sourou. Le volume annuel est de 6 000 lettres, 1 000 journaux, 700 imprimés et 700 paquets et colis. Les 113 boîtes postales disponibles sont louées.
La poste effectue également des opérations financières. Les origines des mandats sont les pays étrangers de la sous-région ouest-africaine, les destinations des émissions de mandats sont le Burkina Faso et la Côte d’Ivoire. Les 472 épargnants de la commune ont effectué un dépôt total de 79 918,79 € (52 423 292 F CFA) (situation à la fin de 1997). La poste de Tougan a généré, en 1997, une recette de 9 374,52 € (6 149 281 F CFA).

### Télécommunications
Le réseau téléphonique de Tougan est automatisé en 1994. Il y a 162 abonnés, 34 administrations et 128 particuliers, en 1997.
Une cabine publique à carte existe. Les recettes des services de télécommunications générées par la ville de Tougan se chiffrent, en 1997, à 109 273,09 € (71 678 448 F CFA).

### Tourisme
Tougan est à proximité de la rivière Sourou (hippopotames), de l’îlot de Yaran (département de Lanfièra), de la mare aux crocodiles de Dounkou (département de Toéni) et de la grotte et la pyramide granitiques de Dio (département de Kiembara).
L'hébergement est assuré par la maison de passage de l’Antenne provinciale du Plan, le Centre d’accueil du Service provincial de l’organisation et de la formation professionnelle des producteurs et l'auberge populaire (six chambres à un lit), soit un total de 98 lits pour la commune.

## Santé
Du point de vue alimentaire, les enfants font 23 repas par semaine, les adultes 19. En moyenne, chaque semaine, quatre repas sont accompagnés de légumes et 4,8 par de la viande.
|                                                                       | 1996 | 1997 |
| --------------------------------------------------------------------- | ---- | ---- |
| Accessibilité géographique                                            | 100  | 100  |
| Couverture obstétricale                                               | 78   | 95   |
| Couverture prénatale                                                  | 80   | 100  |
| Emploi d'une méthode contraceptive                                    | 5,3  | 8,4  |
| Couverture vaccinale Bilié de Calmette et Guérin (BCG)                | 54   | 84   |
| Couverture vaccinale rougeole                                         | 59   | 58   |
| Couverture vaccinale diphtérie tétanos coqueluche poliomyélite (DTCP) | 29   | 37   |

Tougan dispose d’un centre médical avec antenne chirurgicale (CMA) de 70 lits, d'un centre de récupération nutritionnelle (CREN) pour enfants mal nourris, d'un dépôt pharmaceutique de médicaments essentiels génériques et de deux pharmacies.
Chaque année, on dénombre 1 140 malades dans 404 foyers.
668 malades, dans 332 foyers, ont consulté un praticien de la médecine. 93 % des consultations ont lieu au centre de santé, 29 % chez un guérisseur et 1 % chez un médecin privé.
Les principales affections traitées sont le paludisme, les problèmes cardiaques, les maux de tête, les plaies, les ulcères, la toux, les maux de ventre, la diarrhée, les troubles mentaux et les problèmes oculaires.
La population de la ville de Tougan est également touchée par les maladies parasitaires : schistosomiase (7 % de prévalence en 1960) et bilharziose.
Les dépenses de santé s'élèvent à 69,06 € (45 400 F CFA) par foyer et par an.

## Éducation

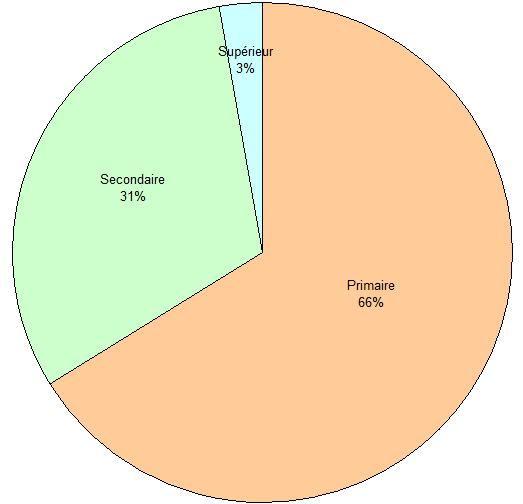
Niveau d'étude de la population.

La population de Tougan, âgée de plus de dix ans, comporte 37,6 % de scolaires. 66,2 % des habitants ont un niveau d'étude primaire, 31 % un niveau d'étude secondaire et 2,8 % un niveau d'étude supérieur.

### Alphabétisation
Les taux d’alphabétisation dans la commune sont, en 1996, de 36 % pour le français (24 % en 1991), 7,8 % pour l’arabe (0,4 % en 1991), 15 % pour le jula (0,09 % en 1991) et 0,7 % pour le san. Les programmes d’alphabétisation sont mis en œuvre par la Direction provinciale de l'enseignement de base et de l'alphabétisation (DPEBA) avec l’appui de l’association Wu Pakwé, de l’Association française des volontaires du progrès (AFVP) et du PDI-SYP.

### Enseignement préscolaire
Tougan possède une garderie comprenant deux classes (petite et moyenne sections). Le personnel se compose d’un responsable, de deux monitrices, d’une cuisinière et d’un gardien. Les enfants inscrits au cours de l’année 1997-1998 ont entre 3 et 5 ans et sont au nombre de 44, 24 garçons (54,5 %) et 20 filles (45,5 %). Les frais d’inscription et de participation s’élèvent, pour l'année 1997-1998, respectivement à 0,76 € (500 F CFA) acquittés en une seule fois, et 3,05 € (2 000 F CFA) chaque mois. La garderie est administrée par un comité de gestion de sept membres. Le budget annuel s’établit à 1 526,80 € (1 001 500 F CFA) de recettes et 1 738,24 € (1 140 210 F CFA) de dépenses.

### Enseignement primaire
La commune compte six écoles publiques : cinq écoles de six classes (Alwatta Diawara, Rain-Am Lech, Tourou Drabo, Badjé Zerbo et Dona Drabo) et une de quatre classes, et une école coranique privée de six classes. L’effectif total, en début d’année 1997-1998, est de 3 094 élèves, 1 605 garçons (51,9 %) et 1 489 filles (48,2 %), soit un taux de scolarisation 87,4 % pour les garçons et 84,5 % pour les filles. L'enseignement public regroupe 2 918 élèves (1 488 garçons et 1 430 filles). Cela représente 94,3 % de la population scolaire du secondaire (92,7 % des garçons et 96,0 % des filles). La medersa accueille 176 élèves (117 garçons et 59 filles). Elle scolarise 5,7 % des élèves (7,3 % des garçons et 4,0 % des filles). Les écoles de la ville suivent le « programme de formation et d’information en environnement », financé par le Comité permanent inter-États de lutte contre la sécheresse dans le Sahel (CILSS).

### Enseignement secondaire
Tougan compte deux établissements secondaires : le lycée provincial et le collège privé Appoline Ky. Ils totalisent 1 542 élèves (89,4 % au lycée provincial), dont 1 058 garçons (90,9 % au lycée provincial) et 484 filles (86,2 % au lycée provincial), dans 25 classes. Le lycée provincial comporte vingt classes : quatre 6e, quatre 5e, quatre 4e, quatre 3e, deux secondes, une 1re et une terminale. Le collège Appoline Ky a une classe de chaque niveau (sixième, cinquième, quatrième, troisième et seconde). Le nombre moyen d'élèves par classe est de 61,8. Le personnel enseignant comprend 43 personnes, 31 titulaires (72 %) et 12 vacataires (28 %).
| Matière                        | Lycée provincial | Collège Appoline Ky | Total |
| ------------------------------ | ---------------- | ------------------- | ----- |
| Matières scientifiques         | 10               | 4                   | 14    |
| Français                       | 7                | 2                   | 9     |
| Anglais                        | 5                | 2                   | 7     |
| Allemand                       | 1                |                     | 1     |
| Philosophie                    | 1                |                     | 1     |
| Histoire-géographie            | 4                | 1                   | 5     |
| Éducation physique et sportive | 3                | 3                   | 6     |
| Total                          | 31               | 12                  | 43    |

Au collège Appoline Ky, les frais de scolarité s'élèvent, annuellement, à 68,60 € (45 000 F CFA).

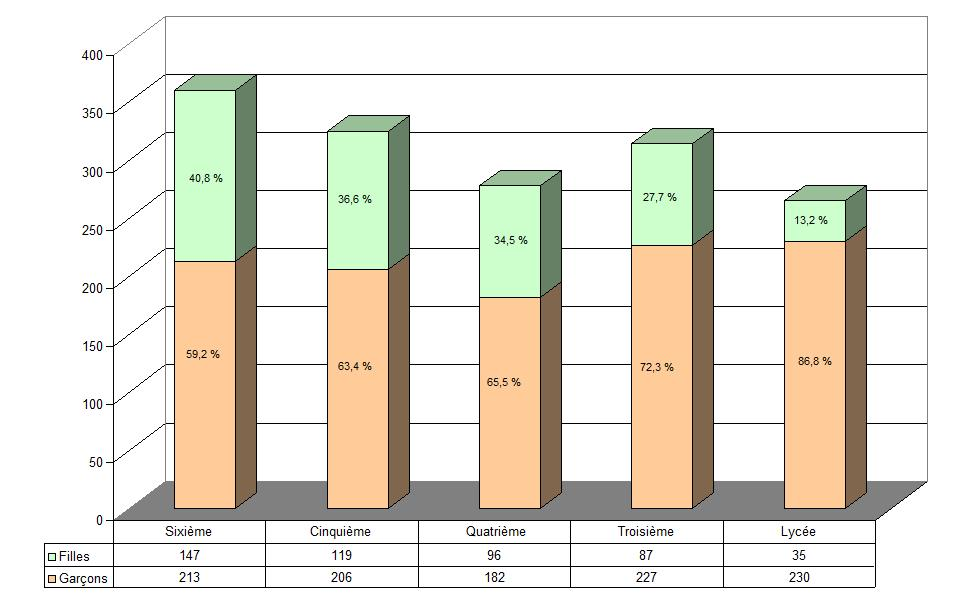
Répartition par sexe des collégiens et lycéens[20].
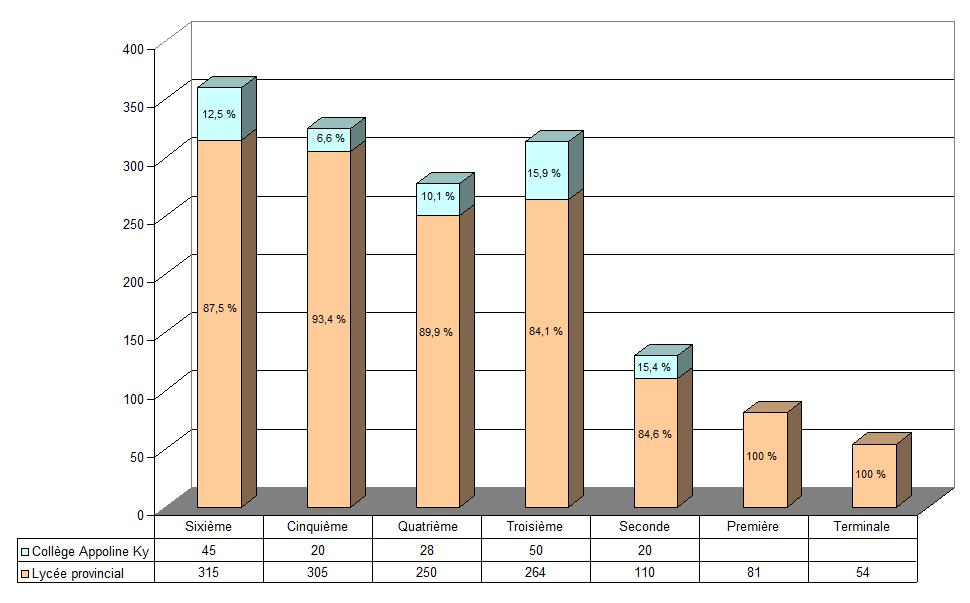
Répartition, selon le niveau, des élèves dans les établissements secondaires[20].
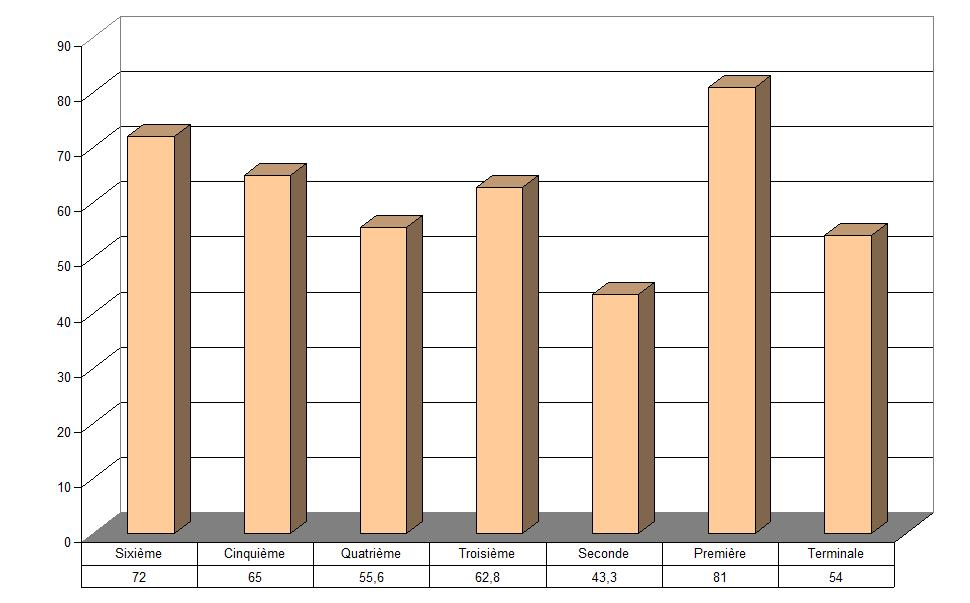
Nombre moyen d'élèves par classe, aux différents niveaux de l'enseignement secondaire[20].

### Formation professionnelle
Tougan possède trois centres de formation professionnelle. Le centre d'évaluation et de formation professionnelle, construit et équipé par le sixième programme du Fonds européen de développement (Fed) et inauguré en 1995, assure des formations à la menuiserie et à la soudure-forge. Le groupe-cible se situe dans la tranche de 18 à 35 ans. Depuis sa création, le centre a formé 53 artisans (20 soudeurs et 33 menuisiers). Il envisage l’ouverture de sections maçonnerie et mécanique.
Le Centre de promotion féminine (CPF) « la Samaritaine » est un centre privé d’enseignement, créé en novembre 1995. Il forme, en trois ans, à la couture, au tricot et au tissage, principalement. Des cours d’initiation aux arts ménagers sont également dispensés. A la rentrée scolaire 1997-1998, le centre compte 45 élèves : 17 en première année, 18 en seconde année et 10 en troisième année. La scolarité est de 30 € (20 000 F CFA) par an. Les enseignements sont assurés par la directrice. La formation est sanctionnée par une attestation de fin de cycle. Le centre loue les locaux qu'il occupe, pour un loyer mensuel de 26 € (17 000 francs CFA).
Le centre artisanal féminin, construit par les soins du Programme de développement intégré Sourou-Yatenga-Passoré (PDI/SYP) du sixième programme du Fed, assure la formation des femmes en couture, tricot, art culinaire et vie familiale. Une vingtaine de femmes sont encadrées par une animatrice recrutée par la commune. Des tailleurs de la ville enseignent une initiation à la « grande coupe ». Des jeunes filles de la province, recrutées par le projet « Formation de mille jeunes filles » de Niassan et Debé, viennent au centre pour continuer leur formation.

## Société

### Prestations sociales
Les prestations sociales versées à la population de la ville comprennent 176 dossiers d’allocations familiales (162 couples et 671 enfants), 119 pensions (retraite, orphelins et invalidité) et six dossiers d'accidents de travail (sept bénéficiaires). Les employeurs cotisants sont au nombre de 25. Les prestations payées s'élèvent à 47 301,07 € (31 027 470 F CFA) et les cotisations à 17 612,82 € (11 553 251 F CFA).

### Associations
L'association Wu Pakuwé est une organisation paysanne qui a hérité du projet de développement intégré de la zone de Tougan. Son objectif global est « l’amélioration des conditions de vie des populations rurales, pour la participation active des villageois et l’auto-responsabilisation des organisations paysannes de base ». Elle a pour but la promotion de l’organisation des populations rurales, la promotion d’un système de production adapté aux conditions écologiques locales, l'émancipation rurale, notamment celle des femmes, et la promotion de l’épargne et du crédit rural. L’association comprend quatre organes: l’Assemblée générale, le Comité de gestion, les Comités de centres et les Groupements villageois. Dans la commune, elle encadre un groupement homme au secteur 7 (banque de céréales, champs collectifs, embouche ovine, crédit) et finance des programmes d’alphabétisation. Elle a aidé à mettre en place la coopérative d’épargne et de crédit de Tougan.
Le 6e programme Fed/Syp mène, dans le Sourou et le Nayala, des actions coordonnées par l’antenne provinciale de l’économie et de la planification.

## Culture et patrimoine

### Conservation du patrimoine
Un musée municipal est en cours d'établissement (2010). Il présentera la culture samo. Il regroupe plus de mille objets.

### Religions et cultes

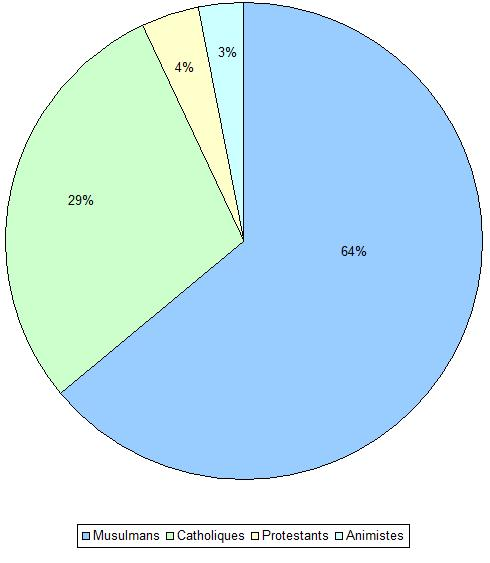
Composition religieuse de la population.

La population de Tougan est majoritairement musulmane.

### Animation culturelle
Le Centre de lecture et d’animation culturelle (Clac) est hébergé dans l’ancienne Maison des jeunes et de la culture. Il reçoit du Ministère de la communication et de la culture des livres (romans, bandes dessinées, journaux) fournis par l'Agence de coopération culturelle et technique (ACCT). Le lectorat est à 98 % scolaire. Le nombre d’abonnés est de 1 037 en 1997. Le lectorat hors de la commune est très peu atteint. Se pose aussi le problème de la récupération des livres prêtés.
Le Clac organise des jeux de société (pétanque, dames, cartes, Monopoly, Scrabble, Mille bornes, Ludo, Boggle, Pictionnary...).
Le Centre dispose d’un lecteur vidéo et d’un poste de radio avec lecteur de cassettes.

### Sports
La commune est dotée d’un stade, le stade Général Sangoulé Lamizana, comportant un plateau omnisports : football, basket-ball, handball, volley-ball et athlétisme.
Une arène de lutte est construite au Centre de lecture et d’animation culturelle (Clac). Sept équipes de secteurs se disputent les coupes du Maire, du GERDES... L'équipe du « Sourou Sport » joue en 2e division.

### Audiovisuel
La couverture télévisuelle est effectuée en 1997, à l'occasion de la Coupe d’Afrique des Nations.
Le cinéma Sourou offre des séances sur grand écran, tous les jours et souvent en matinée et soirée.